# Тимјаник
Тимјаник (мкд. Тимјаник) је насеље у Северној Македонији, у средишњем делу државе. Тимјаник је насеље у оквиру општине Неготино.

## Географија
Тимјаник је смештен у средишњем делу Северне Македоније. Од најближег већег града, Кавадараца, насеље је удаљено 20 km североисточно.
Насеље Тимјаник се налази у историјској области Тиквеш. Село је смештено у долини реке Вардар, у јужном делу Тиквешке котлине. Насеље је положено на приближно 190 метара надморске висине, у бреговитом подручју. 
Месна клима је измењена континентална са значајним утицајем Егејског мора (жарка лета).

## Становништво
Тимјаник је према последњем попису из 2021. године имао 1.138 становника. Почетком 20. века претежно становништво били су Турци, који су после Првог светског рата иселили у матицу, а на њихово место дошли су преци данашњих становника.
Претежна вероисповест месног становништва је православље.
| Национални састав према попису из 2021.‍ | Национални састав према попису из 2021.‍ | Национални састав према попису из 2021.‍ | Национални састав према попису из 2021.‍ | Национални састав према попису из 2021.‍ |
| --------------------------------------- | --------------------------------------- | --------------------------------------- | --------------------------------------- | --------------------------------------- |
|                                         |                                         |                                         |                                         |                                         |
| Македонци                               | Македонци                               |                                         | 1.077                                   | 94,6%                                   |